# 岐阜県立揖斐高等学校南部分校
岐阜県立揖斐高等学校南部分校（ぎふけんりついびこうとうがっこう なんぶぶんこう）は、かつて岐阜県揖斐郡池田村（現・池田町）にあった公立の高等学校の分校。

## 概要
- 揖斐高等学校の定時制の分校であった。1949年時点の生徒数は家庭科55名。
- 1948年、岐阜県立揖斐農林学校が岐阜県立揖斐農林高等学校に改称、学区制実施に伴い総合制高等学校に改組されたさい、旧・揖斐郡南部青年学校の生徒のために設置された。岐阜県立の高等学校の分校であったが、揖斐郡の粕川以南の地域の本郷村、池田村、八幡村、宮地村、養基村による揖斐郡学校組合が設置者となり、運営されていた[注釈 2]。設置者の揖斐郡学校組合が負担金を出さなくなったことにより廃校[1]。
- 校舎は旧・南部青年学校の校舎を使用していた。廃校後は当時隣接していた揖斐郡学校組合立揖南中学校（現・池田中学校）の校舎に転用された。2021年現在、跡地は池田町役場の敷地となっている[注釈 3]。

## 沿革
- 1948年（昭和23年）
  - 4月1日 - 岐阜県立揖斐農林高等学校南部分校として開校。夜間定時制の家庭科を設置。校舎は旧・揖斐郡南部青年学校の校舎を使用する。
  - 4月15日 - 仮入学式を行う。南部分校の生徒は女子のみであり、男子は本校に通学する。
  - 7月4日 - 授業を開始。
  - 11月24日 - 設置が認可される。男女共学となる。
  - 8月23日 - 岐阜県立揖斐高等学校南部分校に改称する。
- 1952年（昭和27年）3月31日 - 廃校。廃校時の生徒数は46名。